# Copycat (sång)
Copycat är en sång med den belgiska sångaren Patrick Ouchène som representerade Belgien i Eurovision Song Contest 2009, i Moskva, Ryssland. Låten gick inte vidare till final då den bara fick en enda poäng. Denna gavs av Armenien.